# Qeqqata
Qeqqata (gronelandês: Qeqqata Kommunia) é um novo município da Gronelândia, operacional desde 1 de janeiro de 2009.               
Consta dos antigos municípios de Maniitsoq e Sisimiut.                                                               
A população total é de 9 305 habitantes (2021).                                                                 
O centro administrativo do município está em Sisimiut.

## Geografia
O município está situado no oeste de Gronelândia, e tem uma área de 115 000 km², o que faz dele o terceiro menor município da ilha. É banhado pelo estreito de Davis.

## Cidades e localidades
As principais cidades (byer) e localidades (bygder) da comuna são:

#### Cidades (byer)
- Sisimiut (Holsteinsborg)
- Maniitsoq (Sukkertoppen)

#### Localidades (bygder)
- Atammik
- Itilleq
- Kangaamiut
- Kangerlussuaq (Søndre Strømfjord)
- Napasoq
- Sarfannguit

## Transportes
Qeqqata é servida por transporte marítimo, fornecido pela companhia de navegação Arctic Umiaq Line, com escala em Sisimiut e Maniitsoq.
Dispõe de transporte aéreo através dos aeroportos de Kangerlussuaq, Sisimiut e Maniitsoq.

## Galeria

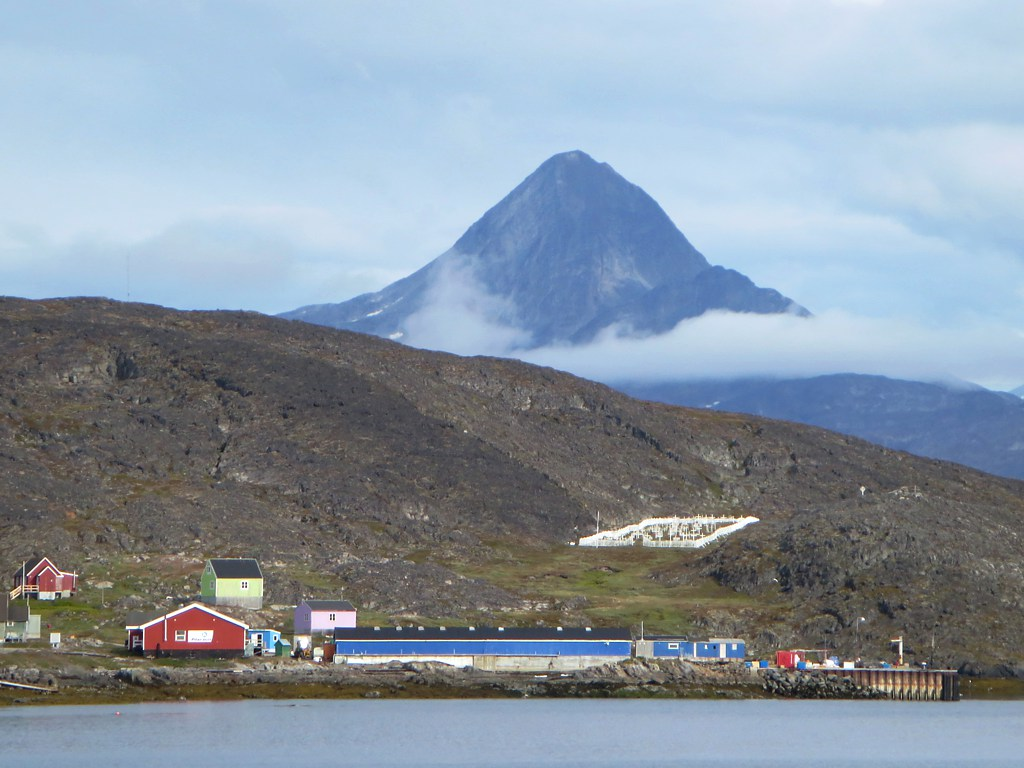
Montanha perto de Itilleq
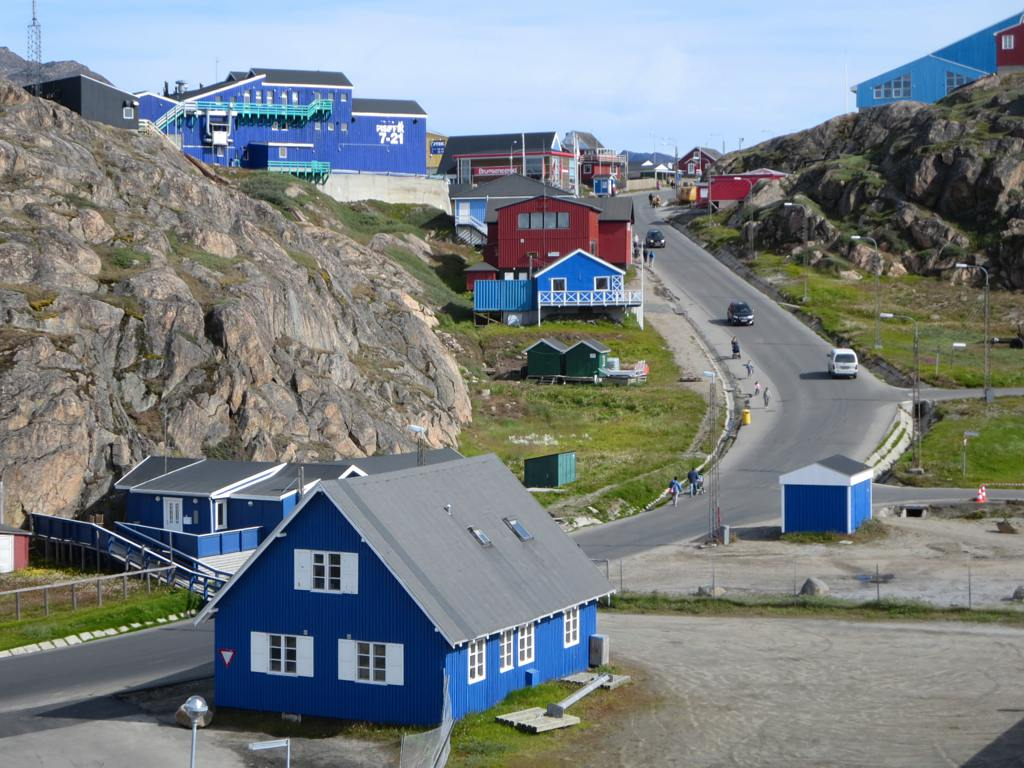
A rua principal de Sisimiut
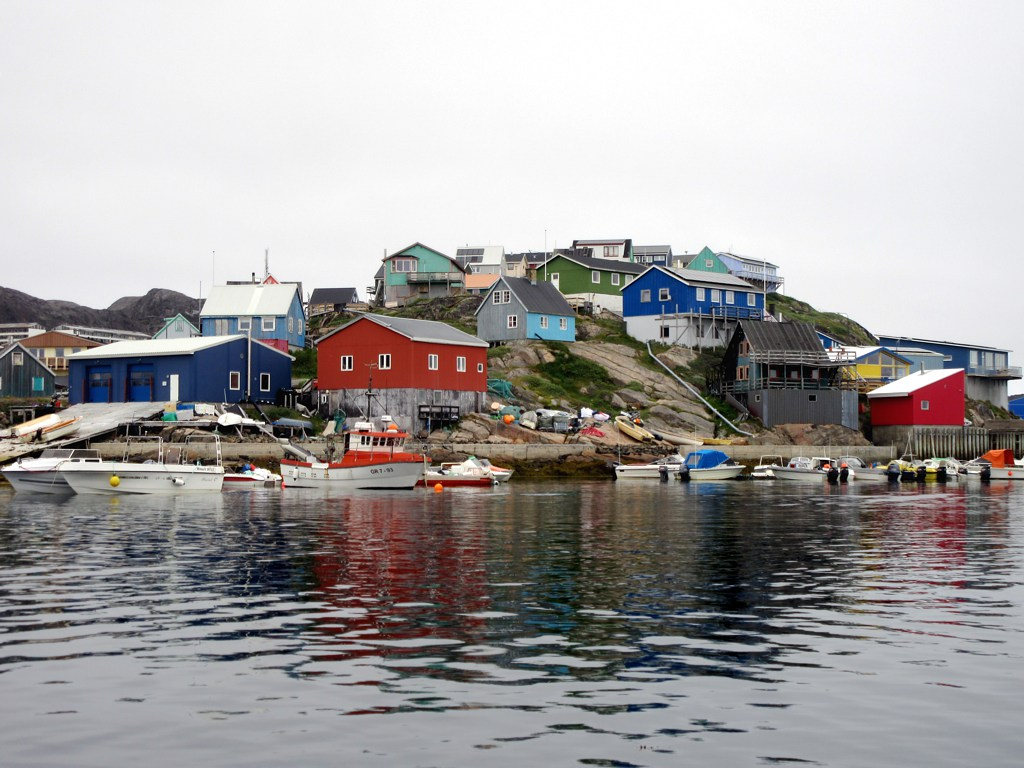
Casas pitorescas de Maniitsoq
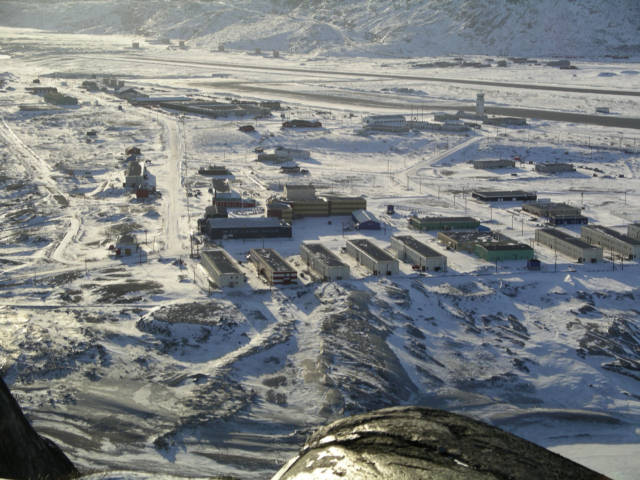
O aeroporto de Kangerlussuaq